# Consell Regional Indígena del Cauca
El Consell Regional Indígena del Cauca (CRIC) és una associació d'autoritats indígenes a la qual pertany el 90% dels capítols i comunitats indígenes del departament del Cauca, Colòmbia. Va ser fundat a Toribío el 24 de febrer de 1971, com una federació de tot just set capítols. En l'actualitat està constituït per cent quinze capítols i onze associacions de capítols dels pobles Nasa, guambians, Totoroez, Polindara, Guanac, Kokonuko, Kisgo, Yanakuna, Inga i Eperara, agrupats en nou zones.
El CRIC va ser cofundador de la ONIC, l'Organització Nacional Indígena de Colòmbia.

## Plataforma de lluita
En el seu segon congrés, al setembre de 1971, va adoptar un programa de set punts:
1. Recuperar les terres dels resguards.
2. Ampliar els resguards.
3. Enfortir els capítols indígenes.
4. No pagar terraje.
5. Fer conèixer les lleis sobre indígenes i exigir la seva justa aplicació.
6. Defensar la història, la llengua i els costums indígenes.
7. Formar professors indígenes.

A aquests punts el CRIC va agregar altres tres en congressos posteriors:
8. Enfortir les empreses econòmiques i comunitàries.
9. Defensar els recursos naturals i ambientals dels territoris indígenes.
10. Enfortir la Família.

## Estructura
Formen part de l'organització del CRIC cinc Associacions de Capítols, un Consell Territorial i un Cabildo Major, agrupats en set zones:
- Centro: Associació de resguardos indígenas “Genaro Sánchez”, integrada pels resguardos de Puracé, Kokonuko, Paletará, Poblazón, Quintana i Alto del Rey.
- Norte: Associació de Cabildos Indígenas del Norte, ACIN, conformada pels resguardos de Toribío, Jambaló, Tacueyo, San Francisco, Munchique Los Tigres, Canoas, La Paila, Concepción, Las Delicias, Huellas, Corinto i La Cilia.
- Nororiente: Asociación de Cabildos Ukawe’s' Nasa C’hab, resguardos de Caldono, Pueblo Nuevo, Pioyá, La Laguna, La Aguada San Antonio i Las Mercedes.
- Oriente: Consejo de Autoridades Tradicionales Indígenas del Oriente caucano, COITANDOC, amb els resguardos de Quichaya, Quizgó, Pitayó, Jebalá, Ambaló, Tumburao, Totoró, Paniquitá, Novirao, Polindará i la María.
- Tierradentro: Dues associacions, l'Asociación de Cabildos Nasa Cha Cha, a Páez, resguardos de Mosoco, Vitoncó, San José, Lame, Suin, Chinas, Tálaga, Toez, Avirama, Belalcazar, Cohetando, Togoima, Ricaurte i Huila i l'Asociación de cabildos Juan Tama, a Inzá, resguardos de Santa Rosa, San Andrés, La Gaitana, Yaquivá, Tumbichucue i Calderas
- Occidente: Asociación de Autoridades Indígenas de la Zona Occidente-ATIZO, Resguardos de Agua Negra, Chimborazo Honduras i cabildo guambiano de San Antonio.
- Sur: Cabildo Mayor Yanacona, Resguardos d'El Moral, El Oso, Frontino, Santa Rosa, Caquiona, Guachicono, Pancitará, Rio Blanco i San Sebastían.
- Pacífico: Asociación de Cabildos indígenas Eperãarã Siapidaarã del Cauca (ACIESCA), Resguardos de Guangüí i San Miguel de Info. Organización Zona Baja Eperãarã Siapidaarã del Cauca (OZBESCA) aplega 13 Cabildos.

A la Bota Caucana pertanyen al CRIC els resguardos Yanakona Santa Marta i Inga Mandiyaco a Santa Rosa. Per inconvenients de tipus geogràfic i de recursos, la coordinació és difícil i és necessari enfortir la unitat també amb les comunitats indígenes assentades a Piamonte.